# Estación de La Tenería
La Tenería es una futura estación de ferrocarril de la línea C-3 de Cercanías Madrid, ubicada en el municipio español de Pinto. La estación prestará servicio a la zona norte del municipio, situada al este de las vías, y a una futura área industrial, ubicada al oeste.

## Historia
Se autorizó la licitación de las obras de ejecución del proyecto de construcción el 27 de diciembre de 2023.
Las obras comenzaron en junio de 2024 con un plazo de ejecución estimado en 22 meses.

## Situación ferroviaria
Las instalaciones ferroviarias formarán parte de la línea férrea de ancho ibérico Madrid-Valencia, entre las estaciones de Getafe Industrial y Pinto. El tramo es de vía doble, en ancho ibérico y está electrificado.

## Accesos
Previstos en la Avenida Juan Pablo II, junto a la calle Matilde Salvador de Pinto.